# Takahiro Fujimoto (Shorttracker)
Takahiro Fujimoto (jap. 藤本 貴大 Fujimoto Takahiro; * 13. März 1985 in Nishigōshi) ist ein ehemaliger japanischer Shorttracker.

## Werdegang
Fujimoto trat international erstmals bei den Juniorenweltmeisterschaften 2004 in Peking in Erscheinung, wobei er den siebten Platz im Mehrkampf und den fünften Platz mit der Staffel errang. In der Saison 2004/05 wurde er dort bei den Weltmeisterschaften 2005 Sechster mit der Staffel und gewann bei der Winter-Universiade 2005 in Innsbruck die Bronzemedaille mit der Staffel. Im folgenden Jahr war er bei den Olympischen Winterspielen 2006 in Turin Teil der japanischen Staffel, diese wurde aber disqualifiziert. Nachdem er in der Saison 2006/07 in Jeonju über 500 m seine erste Podestplatzierung im Weltcup erreichen konnte, kam er in der Saison 2007/08 in Heerenveen mit dem dritten Platz mit der Staffel letztmals im Weltcup aufs Podest und wurde bei den Teamweltmeisterschaften 2008 in Harbin Fünfter. 
In der Saison 2008/09 lief Fujimoto bei den Teamweltmeisterschaften 2009 in Heerenveen erneut auf den fünften Platz und holte bei den Weltmeisterschaften 2009 in Wien die Bronzemedaille mit der Staffel. Zudem errang er dort den 15. Platz im Mehrkampf. In der folgenden Saison wurde er bei den Teamweltmeisterschaften 2010 in Bormio Siebter und lief bei den Weltmeisterschaften 2010 in Sofia auf den 17. Platz im Mehrkampf. Beim Saisonhöhepunkt, den Olympischen Winterspielen 2010 in Vancouver, belegte er den 27. Platz über 1000 m, den 26. Rang über 500 m und den 17. Platz über 1500 m. Im folgenden Jahr errang er bei den Teamweltmeisterschaften in Warschau den vierten Platz und gewann bei den Winter-Asienspielen 2011 in Astana über 500 m sowie mit der Staffel jeweils die Silbermedaille. Im Oktober 2011 absolvierte er in Saguenay seinen letzten Weltcup, welchen er auf dem 40. Platz über 500 m beendete.

## Erfolge

### Olympische Spiele
- 2006 Turin: disqualifiziert Staffel
- 2010 Vancouver: 17. Platz 1500 m, 26. Platz 500 m, 27. Platz 1000 m

### Shorttrack-Weltmeisterschaften
- 2005 Peking: 6. Platz Staffel
- 2009 Wien: 3. Platz Staffel, 11. Platz 1000 m, 15. Platz 1500 m, 15. Platz Mehrkampf, 15. Platz 500 m
- 2010 Sofia: 17. Platz 500 m, 17. Platz Mehrkampf, 18. Platz 1000 m, 19. Platz 1500 m

### Team-Weltmeisterschaften
- 2008 Harbin: 5. Platz
- 2009 Heerenveen: 5. Platz
- 2010 Bormio: 7. Platz
- 2011 Warschau: 4. Platz

## Persönliche Bestleistungen
| Disziplin | Zeit         | Datum            | Ort            |
| --------- | ------------ | ---------------- | -------------- |
| 500 m     | 41,417 s     | 19. Oktober 2008 | Salt Lake City |
| 1000 m    | 1:28,014 min | 11. März 2007    | Vancouver      |
| 1500 m    | 2:21,494 min | 19. Januar 2005  | Innsbruck      |
| 3000 m    | 4:56,029 min | 22. Januar 2005  | Innsbruck      |